# Kangaroo Island
Kangaroo Island er Australiens tredjestørste ø (ca. 4.400 km²) og ligger ud for sydkysten 110 km fra Adelaide i delstaten South Australia i den østlige del af den Australske bugt. Øen måler 155 km på den ene led og mellem 1 km og 55 km på den anden led og har en kystlinje på ca. 509 km. Det højeste punkt er 307 m.o.h. Eftersom øen har været adskilt fra fastlandet siden istiden findes adskillige dyr og planter, der ikke findes andre steder.
Øens landbrugssektor omsatte i 2002 og 2003 for $85 mio., mens 20% af øens indbyggere arbejder indenfor turisterhvervet.

## Historie
Den første europæer på øen var kaptajn Matthew Flinders, der navngav øen i forbindelse med sin ankomst på øens nordkyst i marts 1802. Senere ankom andre europæere til øens sydlige og vestlige dele. I begyndelse af 1900-tallet fandt man ud af, at øen havde været beboet af aboriginere 10.000 år forinden. De første europæere, der bosatte sig på øen kom fra hvalfangerskibe. Efter anden verdenskrig flyttede nogle forhenværende soldater til øen sammen med deres familier, for at opdyrke øen.